# جيمس كامبل (مؤرخ)
جيمس كامبل (بالإنجليزية: James Campbell)‏ هو مؤرخ بريطاني، ولد في 26 يناير 1935 في شلتنهام في المملكة المتحدة، وتوفي في 31 مايو 2016.